# あしたの家族 (2020年のテレビドラマ)
『あしたの家族』（あしたのかぞく）は、TBSテレビ系にて「新春ドラマ特別企画」として2020年1月5日の21時から22時48分に放送されたテレビドラマ。過去に挙式当日に新郎に逃げられた経験を持つ娘の、結婚にまつわる家族の物語。石井ふく子プロデューサーが制作を担当し、浪江裕史脚本によるオリジナル作品、演出は土井裕泰。
脚本の浪江裕史が執筆した二世帯住宅を題材とする落語を原案として企画された。
宮﨑あおい主演。永山瑛太にとって本名に芸名改名後の初のテレビドラマである。

## あらすじ
小野寺理紗と両親はとても3人で住むには広すぎる家に住んでいた。その家は理紗の両親が娘夫婦と同居するために建てた2世帯住宅、当初はここに一緒に暮らすはずだった。しかし、4年前に理紗は婚約者に逃げられてしまったために思惑が見事に外れてしまい、こうして3人で広すぎる2世帯住宅に住む羽目に遭ってしまっている。
そんなある日、理紗は恋人の兵頭幸太郎という男性を自宅に連れてくるのだが、なんと幸太郎からプロポーズをされたというのである。しかも、その幸太郎という男性、実は理紗の父である小野寺俊作が勤める会社の元後輩であり、今は自分の上司だったのだ。思いも寄らぬ展開に俊作は大いに悩む。親として娘の結婚を祝福したいと願っているが、自分の上司である幸太郎に果たして娘を任せていいものかという切実なる悩みが俊作を襲う。果たして理紗と幸太郎、そして俊作と妻の真知子との2世帯同居は叶うのか。そもそも理紗と幸太郎は無事に結ばれるのか。

## 登場人物
小野寺理紗
演 - 宮﨑あおい
映画配給会社勤務。
兵藤幸太郎
演 - 永山瑛太
「鳩山製菓」勤務。理紗の恋人で俊作の上司。
倉橋響子
演 - 一路真輝
フラワーアレンジメント教室の経営者兼講師。洋一の元妻。
村上洋一
演 - 六平直政
居酒屋「まわり道」の主人で俊作の幼なじみ。響子の元夫。
藤本花菜
演 - 渋谷飛鳥
洋一が経営する居酒屋の従業員。
佐久間礼二
演 - 近藤芳正
俊作の同僚。
柳井昇太
演 - 田村健太郎
俊作の同僚。
人事部長
演 - 今井朋彦
小野寺真知子
演 - 松坂慶子
理紗の母。
小野寺俊作
演 - 松重豊
理沙の父。

## スタッフ
- 脚本 - 浪江裕史
- プロデューサー - 石井ふく子
- 演出 - 土井裕泰
- 製作著作 - TBS